# 土井利武
土井 利武（どい としたけ）は、江戸時代中期の肥前国唐津藩の世嗣。官位は出雲守。

## 略歴
2代藩主・土井利実の長男。母は阿部正邦の娘。
生まれたときから病弱であり、享保18年（1733年）に20歳で若死した。利実には、長男の利武しか実子がいなかったことから、分家の土井利清の長男・利延を養子に迎え、3代藩主とした。